# Baia di Lanchester
La baia di Lanchester (in inglese Lanchester Bay), centrata alle coordinate (63°55′S 60°06′W), è una baia larga circa 14 km situata sulla costa di Davis, nella parte nord-occidentale della Terra di Graham, in Antartide. La baia si trova, in particolare, a est di punta Havilland.
Nella baia, o comunque nelle cale presenti sulle sue coste, si gettano diversi ghiacciai, tra cui l'Henson, il Kasabova, lo  Stringfellow e il Temple.

## Storia
La baia di Lanchester è stata mappata dal British Antarctic Survey, che all'epoca si chiamava ancora Falkland Islands and Dependencies Survey, nel 1955-57, grazie a fotografie aeree scattate dalla Hunting Aerosurveys Ltd. La baia è stata poi così battezzata nel 1960 dal Comitato britannico per i toponimi antartici in onore di Frederick Lanchester (1868—1946), l'ingegnere aeronautico britannico che pose le basi per la moderna teoria del profilo alare.